# 치환기
치환기(置換基, 영어: substituent)는 유기화학 및 생화학에서 탄화수소의 모체 사슬 상의 한 개 이상의 수소 원자를 대체하는 원자 또는 원자단으로, 생성된 새로운 분자의 부분이다. 치환기 및 작용기 뿐만 아니라 다른 것들(예: 곁사슬, 펜던트기)을 지칭하는 용어는 모체 구조에서 나온 분자를 설명하기 위해 거의 상호교환적으로 사용되지만, 고분자화학에서 맥락에 따라 일정한 차이가 있다. 중합체에서 곁사슬은 골격 구조로부터 연장되어서 나온 것이다. 단백질에서 곁사슬은 아미노산 골격의 α 탄소 원자에 결합되어 있다.
접미사 "−일(−yl)"은 하나의 수소를 대체하는 단일 결합을 포함하는 유기 화합물을 명명할 때 사용된다. 이중 결합을 가지고 있으면 "−일리덴(−ylidene)", 삼중 결합을 가지고 있으면 "−일리다인(−ylidyne)"을 사용한다. 또한 치환기를 가지고 있는 탄화수소를 명명할 때, 치환기가 어떤 탄소 원자와 결합하고 있는지를 나타내는 위치 숫자를 사용하여, 이성질체들을 구별할 필요가 있을 때 이러한 정보를 사용한다. 치환기에 의해 나타나는 극성 효과는 유도 효과 및 메소메리 효과의 조합이다. 치환기가 점유하고 있는 부피에 의해 추가적인 입체 효과가 발생한다.
가장 많이 치환되고 가장 적게 치환된 상태는 분자를 설명하고 그 생성물을 예측하는데 자주 사용된다. 이러한 용어에서 메테인은 비교 기준으로 사용된다. 메테인을 기준으로 하여 수소 원자가 다른 작용기로 치환될수록, 그 분자는 고도로 치환된 것으로 말할 수 있다. 예를 들면, 다음과 같다.
- 마르코브니코프의 법칙은 보다 많은 수소가 결합하고 있는(알킬 치환기가 적음) 탄소에 수소가 첨가된다고 예측한다.
- 자이체프의 법칙은 주요 반응의 생성물이 보다 치환된(보다 안정적인) 이중 결합을 가지고 있는 알켄인 것으로 예측한다.

## 명명법
접미사 "−일(−yl)"은 유기화학에서 별도의 종(자유 라디칼이라고 함) 또는 분자에 화학적으로 결합된 일부(부분이라고 함)이라는 라디칼의 이름을 만드는데 사용된다. 이것은 메탄올의 옛 이름인 "메틸렌(methylene)" (그리스어로 "메티(methy)"는 포도주(wine)"라는 뜻이고, "hȳlē"은 "나무(wood)"라는 뜻임)에서 따온 것으로, 이는 화합물의 이름에서 "메틸(methyl)"로 단축되었다. 화학 명명법의 몇 차례의 개정 과정을 통해 결국 다른 유기 치환기에 대한 접미사의 사용을 일반화했다.
접미사의 사용은 치환기가 모체 화합물(및 일반적으로 치환기에서도)에서 치환되는 수소 원자의 수에 의해서 결정된다. 1993년의 IUPAC 지침은 다음과 같다.
- "−일(−yl)"은 수소 원자 1개가 치환되었음을 의미한다.
- "−일리덴(−ylidene)"은 수소 원자 2개가 치환되어 모체 화합물과 치환기 사이에 이중 결합이 형성되었음을 의미한다.
- "−일리다인(−ylidyne)"은 수소 원자 3개가 치환되어 모체 화합물과 치환기 사이에 삼중 결합이 형성되었음을 의미한다.

접미사 "−일리딘(−ylidine)" ("−yne" 또는 "−ene" 대신에 "−ine"이 포함)이 산발적으로 사용되며 "−일리덴(−ylidene)"의 변형 철자로 나타난다. 이것은 IUPAC 지침에는 언급되어 있지 않다.
치환기를 모체 화합물에 연결하는 동일한 유형의 다중 결합의 경우, 접두사 "다이−(di−)", "트라이−(tri−)", "테트라−(tetra−)" 등을 사용한다. "−다이일(−diyl)"은 2개의 단일 결합, "−트라이일(−triyl)은 3개의 단일 결합, "−테트라일(−tetrayl)"은 4개의 단일 결합, "−다이일리덴(−diylidene)"은 2개의 이중 결합이 있음을 나타낸다.
서로 다른 결합 형태의 다중 결합의 경우, 복수의 접미사를 추가한다. "−일릴리덴(−ylylidene)"은 1개의 단일 결합과 1개의 이중 결합, "−일릴리다인(−ylylidyne)"은 1개의 단일 결합과 1개의 삼중 결합, "−다이일릴리덴(−diylylidene)"은 2개의 단일 결합과 1개의 이중 결합을 가지고 있음을 의미한다.
모체 화합물의 이름은 두 가지 방법으로 변경할 수 있다.
- 많은 일반적인 화합물의 경우, 치환기는 한쪽 끝(1번 위치)에 연결되어 있으며, 역사적으로 이름에 번호를 부여하지 않았다. 그러나 IUPAC 2013년 규칙[5]은 IUPAC 우선명의 대부분의 치환기들에 대해 명확한 위치표시자(locant)를 요구한다. 치환기의 이름은 "−ane"을 제거하고 적절한 접미사를 추가하여 변경된다. 이러한 방법은 사슬형 포화 탄화수소와 단일고리 탄화수소 치환기 및 규소, 저마늄, 주석, 납, 붕소의 단일고리 모체 수소화물에만 권장된다. 따라서 "X-ic acid"라고 불리는 카복실산, "X-anol" (또는 "X-yl alcohol")로 끝나는 알코올 또는 "X-ane"이라고 불리는 알케인의 경우, "X-yl"은 일반적으로 이들 화합물의 말단 탄소 원자로부터 수소 원자를 한 개 제거하여 얻어지는 1가의 기를 지칭한다.
- 보다 일반적인 방법은 치환기의 이름 말단의 "−e"만 생략하지만, 1번 위치에서도(삼중 결합으로서 치환기 탄소 사슬을 종결해야 하는"−일리다인(−ylidyne)"은 제외하고), "−일(−yl)" 앞에 명시적인 번호를 부여해야 한다. "펜탄-1-일(pentan-1-yl)"은 이러한 방법에 의한 이름의 예이며, 이전 지침의 "펜틸(pentyl)"과 동의어이다.

"비닐"("폴리비닐"을 의미하는데 사용되는 경우)과 같은 일부 대중적인 용어들은 전체 화학 명칭들 중 일부에 불과하다는 점에 유의해야 한다.
접미사"−일(−yl)"은 "메틸(methyl)"이라는 단어로부터 추출되어 유래하였다.

## 메테인 치환기
상기 규칙에 따라, 치환기로 간주되는 분자 내의 탄소 원자는 탄소 원자에 결합되어 있는 수소 원자의 수와 분자의 나머지와 형성되는 결합의 종류에 따라 다음과 같은 이름을 갖는다.
| CH 4   | 메테인                   | 결합 없음                         |
| −CH 3  | 메틸기                   | 비수소 원자에 대한 단일 결합      |
| =CH 2  | 메틸렌기 또는 메틸리덴기 | 1개의 이중 결합                   |
| −CH 2− | 메틸렌 브릿지            | 2개의 단일 결합                   |
| ≡CH    | 메틸리다인기             | 1개의 삼중 결합                   |
| =CH−   | 메틴기                   | 1개의 단일 결합과 1개의 이중 결합 |
| >CH−   | 메탄트라이일기           | 3개의 단일 결합                   |
| ≡C−    | 메탄일릴리다인기         | 1개의 삼중 결합과 1개의 단일 결합 |
| =C=    | 메탄다이일리덴기         | 2개의 이중 결합                   |
| >C=    | 메탄다이일릴리덴기       | 2개의 단일 결합과 1개의 이중 결합 |
| >C<    | 메탄테트라일기           | 4개의 단일 결합                   |

## 구조
화학 구조식에서 메틸기, 에틸기, 아릴기와 같은 유기 치환기들은 R(또는 R1, R2 등)로 나타낼 수 있다. "R"은 "radical" 또는 "rest"로부터 파생된 일반적인 위치 표시자이며, 작성자가 편리하다고 생각되는 화학식의 일부분을 대체할 수 있다. 1844년에 프랑스의 화학자 샤를 프레데릭 게라르트(Charles Frédéric Gerhardt)가 기호 "R"을 최초로 사용하였다.
기호 "X"는 종종 할로젠화물과 같은 전기음성의 치환기를 나타내기 위해 사용된다.

## 통계 분포
어떤 화학정보학 연구에서는 탄소, 수소, 질소, 산소, 황, 인, 셀레늄, 할로젠 등 최대 12가지의 비수소 원자를 가지고 있는 3,043,941 분자들에서 849,574가지의 치환기들을 확인했다. 이 분자들의 1% 이상에서 발견되는 50가지의 치환기들은 일반적인 것으로 고려할 수 있고, 0.1% 이상에서 438종류의 치환기들이 발견된다. 치환기의 64%는 단 하나의 분자에서만 발견된다. 가장 일반적인 상위 5개의 치환기들은 메틸기, 페닐기, 클로로기, 메톡시기, 하이드록시기이다. 유기화학에서 유기 치환기들의 총 수는 3,100,000으로 추정되며, 총 6.7×1023 가지의 분자들이 생성된다. 예를 들어, 메틸기(−CH3)와 펜틸기(−C5H11)에서처럼 탄소 사슬의 길이를 증가시킴으로써 무한한 수의 치환기들을 얻을 수 있다.

## 같이 보기
- 작용기